# Liste der Biografien/Pig
Liste der Biografien |
Portal Biografien |
Personensuche
# |
A |
B |
C |
D |
E |
F |
G |
H |
I |
J |
K |
L |
M |
N |
O |
P |
Q |
R |
S |
T |
U |
V |
W |
X |
Y |
Z |
?
 
Pa |
Pc |
Pe |
Pf |
Ph |
Pi |
Pj |
Pk |
Pl |
Pm |
Pn |
Po |
Pr |
Ps |
Pt |
Pu |
Pv |
Pw |
Py
 
Pia |
Pib |
Pic |
Pid |
Pie |
Pif |
Pig |
Pih |
Pii |
Pij |
Pik |
Pil |
Pim |
Pin |
Pio |
Pip |
Piq |
Pir |
Pis |
Pit |
Piu |
Piv |
Piw |
Pix |
Piy |
Piz
Die Liste der Biografien führt alle Personen auf, die in der deutschsprachigen Wikipedia einen Artikel haben. Dieses ist eine Teilliste mit 131 Einträgen von Personen, deren Namen mit den Buchstaben „Pig“ beginnt.

## Pig
- Pig, Clemens (* 1974), österreichischer Medienmanager

### Piga
- Piga, Julie (* 1998), italienische Fußballspielerin
- Pigaché, Sebastian (* 1990), deutscher Eishockeyspieler
- Pigafetta, Antonio, italienischer Entdeckungsreisender und SchriftstellerAntonio Pigafetta

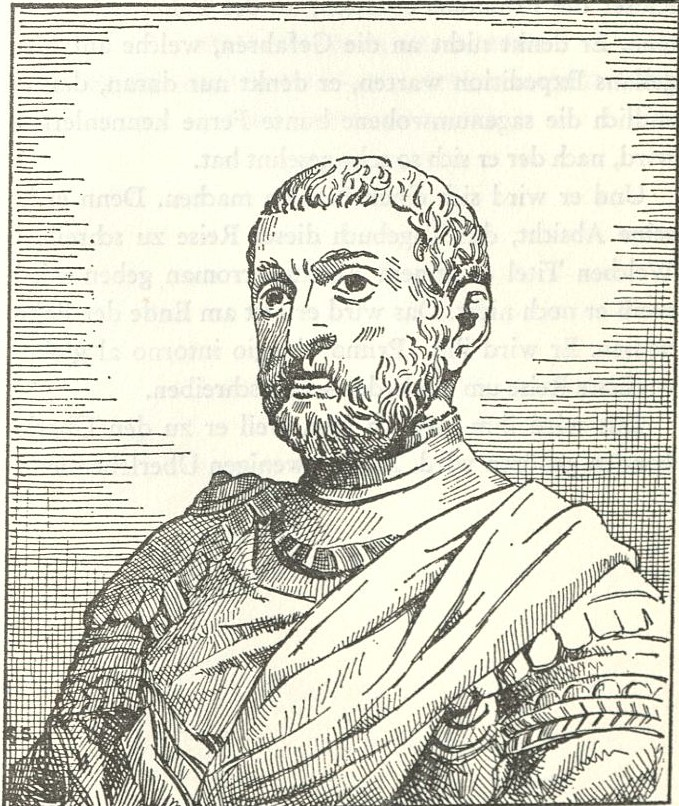
Antonio Pigafetta

- Pigage, Nicolas de (1723–1796), französischer Baumeister
- Pigage, Werner von (1888–1959), deutscher Maler
- Pigaiani, Alberto (1928–2003), italienischer Gewichtheber
- Pigalle, Jean-Baptiste (1714–1785), französischer Bildhauer
- Pigani, Paola (* 1963), französische Dichterin, Autorin und Fotografin
- Piganiol, André (1883–1968), französischer Althistoriker, Epigraphiker und Archäologe
- Piganowitsch, Oleg Konstantinowitsch (* 1985), russischer Eishockeyspieler
- Piganzoli, Davide (* 2002), italienischer Radrennfahrer
- Pigarelli, Luigi (1875–1964), italienischer Alpinist, Dirigent und Komponist
- Pigasse, Matthieu (* 1968), französischer Bankier und Geschäftsmann
- Pigato, Benito (* 1944), italienischer Radrennfahrer
- Pigato, Lisa (* 2003), italienische Tennisspielerin
- Pigault-Lebrun (1753–1835), französischer Schriftsteller
- Pigaut, Roger (1919–1989), französischer Schauspieler und Filmregisseur
- Pigazzi, Sebastiano (* 1996), italienischer Schauspieler, Regisseur und Produzent

### Pige
- Pigeaud, Jackie (1937–2016), französischer Altphilologe, Medizinhistoriker und Hochschullehrer
- Pigem Barceló, Carme (* 1962), spanische Architektin
- Pigeon, Amédée (1851–1905), französischer Journalist, Kunstkritiker und Schriftsteller
- Pigeon, Arthur (1884–1966), kanadischer Akkordeonist
- Pigeon, Ginette (* 1933), französische Schauspielerin
- Pigeon, Kristy (* 1950), US-amerikanische Tennisspielerin
- Pigeon, Laure (1882–1965), französische Künstlerin der Art brut
- Pigeot, Iris (* 1960), deutsche Statistikerin
- Piger, Johann (1848–1932), österreichischer Bildhauer
- Piget, Emmanuel (* 1984), französischer Automobilrennfahrer

### Pigf
- Pigford, Eva (* 1984), US-amerikanisches ModelEva Pigford (* 1984)

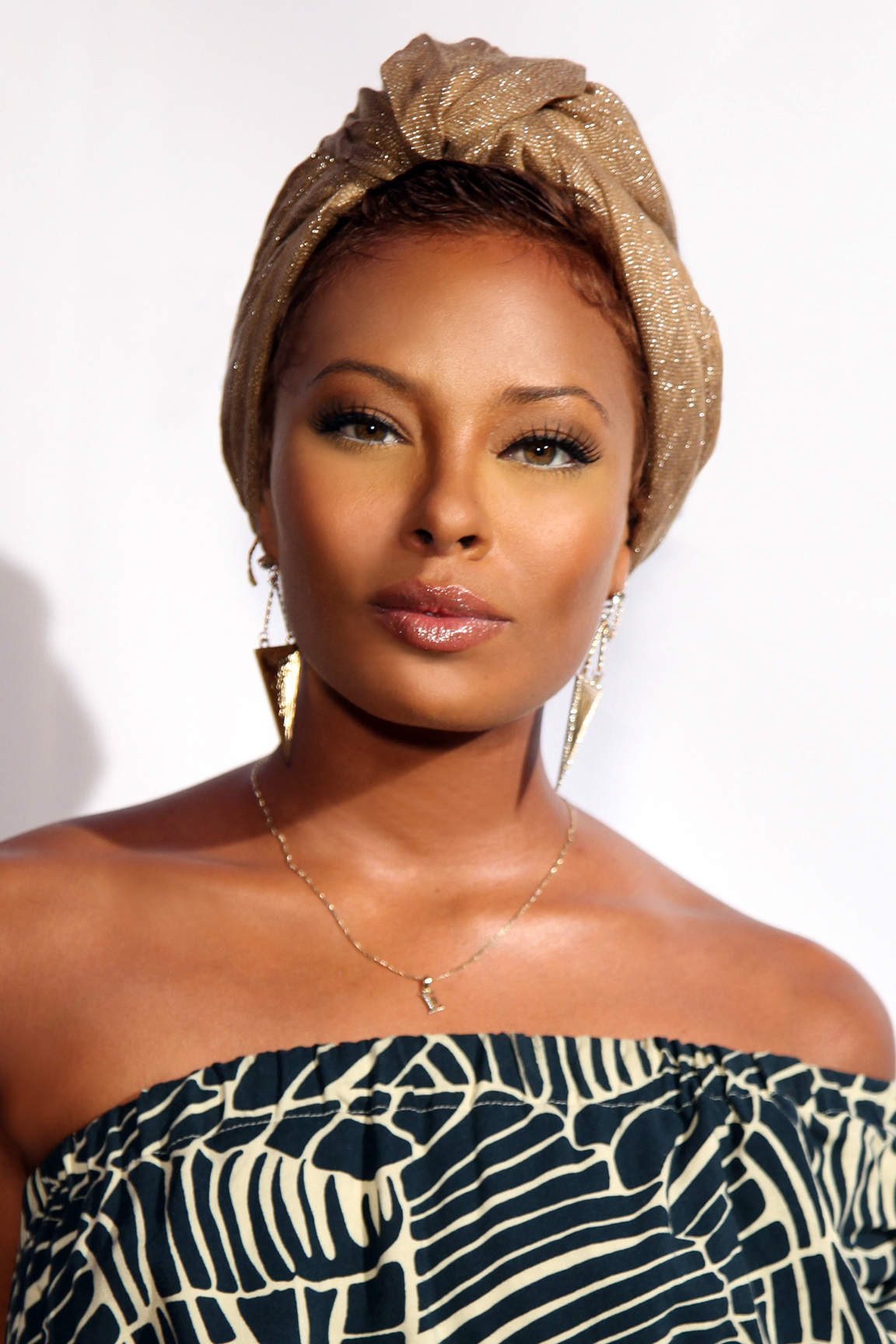
Eva Pigford (* 1984)

- Pigford, Thomas H. (1922–2010), US-amerikanischer Chemieingenieur und Hochschullehrer

### Pigg
- Pigg, Landon (* 1983), US-amerikanischer Singer-Songwriter
- Pigg, Mike (* 1964), US-amerikanischer Triathlet
- Pigge, Helmut (1919–2000), deutscher Dramaturg, Drehbuchautor und Spielleiter
- Piggford, Angela (* 1963), britische Sprinterin
- Piggot, Les (1942–2022), britischer Sprinter
- Piggott, Lester (1935–2022), britischer Jockey und GalopptrainerLester Piggott (1935–2022)

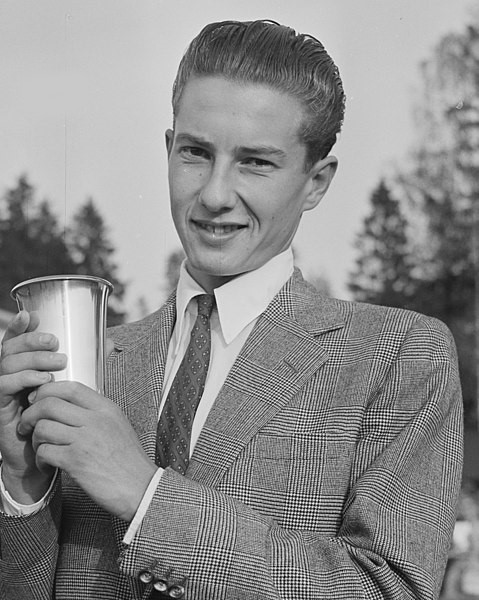
Lester Piggott (1935–2022)

- Piggott, Stuart (1910–1996), britischer Prähistoriker
- Piggott, William Roy (1914–2008), britischer Physiker und Hochfrequenztechniker

### Pigh
- Pighetti, Marco (* 1963), deutscher Politiker (SPD), MdL
- Pighius, Stephanus Winandus (1520–1604), niederländischer Humanist und Prinzenerzieher

### Pigi
- Piging, Gabuh bin (1932–2010), malaysischer Weit- und Dreispringer

### Pigl
- Pigl, Pablo (* 1992), deutscher Fußballspieler
- Pigler, Andor (1899–1992), ungarischer Kunsthistoriker
- Piglhein, Bruno (1848–1894), deutscher Maler und Bildhauer
- Piglhein, Ludovicus (1814–1876), Innenarchitekt
- Piglia, Paola (* 1955), italienische Künstlerin
- Piglia, Ricardo (1941–2017), argentinischer Redakteur und Schriftsteller
- Pigliaru, Francesco (* 1954), italienischer Politiker
- Piglione, Federico, italienischer Organist und Hochschullehrer
- Pigliucci, Massimo (* 1964), US-amerikanischer Philosoph und Genetiker

### Pigm
- Pigmans, Peter-Paul (1961–2003), niederländischer Techno-Musiker

### Pign
- Pignard, Jérémie (* 1987), französischer Fußballschiedsrichter
- Pignard, Michel (* 1945), französischer Autorennfahrer
- Pignarre, Philippe (* 1952), französischer Historiker, Autor, Professor für Psychopharmaka
- Pignat, Hippolyte (1813–1885), Schweizer Politiker (FDP-Liberale)
- Pignatari, Décio (1927–2012), brasilianischer Lyriker, Essayist und Übersetzer
- Pignatari, Francisco (1916–1977), brasilianischer Unternehmer und Playboy
- Pignataro, Andrea (* 1970), italienischer Unternehmer und Mathematiker
- Pignatelli, Fabrizio (1659–1734), italienischer Geistlicher und Bischof von Lecce
- Pignatelli, Faustina (1705–1769), italienische Mathematikerin und Physikerin
- Pignatelli, Ferdinando Maria (1770–1853), italienischer römisch-katholischer Geistlicher, Erzbischof von Palermo und Kardinal
- Pignatelli, Francesco (1652–1734), Kardinal der Römischen Kirche
- Pignatelli, Francesco Maria (1744–1815), italienischer Kardinal der Römischen Kirche
- Pignatelli, Giovanni, italienischer Hippologe
- Pignatelli, Harald (* 1962), deutscher FernsehmoderatorHarald Pignatelli (* 1962)

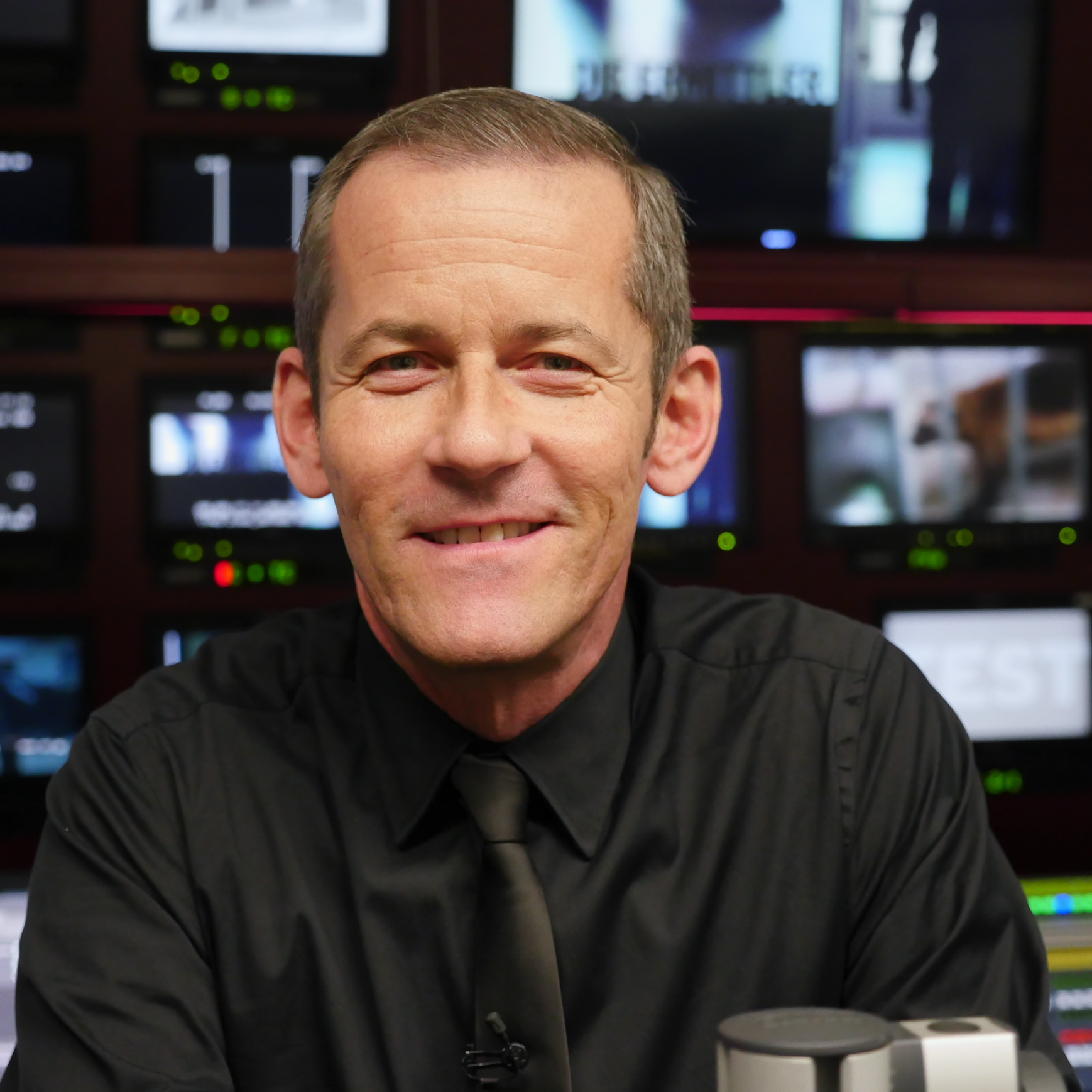
Harald Pignatelli (* 1962)

- Pignatelli, Joseph (1737–1811), spanischer Jesuit und Priester, Heiliger der katholischen Kirche
- Pignatelli, Joseph Anton von (1682–1762), Fürst von Belmonte, Herzog von Bisacia und k.k. General der Kavallerie
- Pignatelli, Luca (* 1962), italienischer Künstler
- Pignatelli, Micaela (1945–2023), italienische Schauspielerin
- Pignatelli, Michele (1627–1695), Bischof von Lecce
- Pignatiello, Carlo (* 2000), schottischer Fußballspieler
- Pignatiello, Delfina (* 2000), argentinische Schwimmerin
- Pignatti, Ermanno (1921–1995), italienischer Gewichtheber
- Pignatti, Terisio (1920–2004), italienischer Kunsthistoriker
- Pigneau de Behaine, Pierre (1741–1799), französischer römisch-katholischer Vietnam-Missionar, Bischof, Mandarin und Lexikograf
- Pignedoli, Sergio (1910–1980), italienischer Geistlicher, Kardinal der römisch-katholischen Kirche
- Pignet, Christine (* 1953), französische Schauspielerin
- Pigneter, Patrick (* 1987), italienischer Naturbahnrodler
- Pigniczki, Krisztina (* 1975), ungarische Handballspielerin und -trainerin
- Pigniczki, László (* 1937), ungarischer Tischtennisspieler und -trainer
- Pignitter, Melanie (* 1984), Schriftstellerin, Podcasterin, diplomierte Mentaltrainerin und Selbstliebe-Mentorin aus Österreich
- Pignol, Stéphane (* 1977), französischer Fußballspieler
- Pignolat, Pierre (1838–1913), Schweizer Maler
- Pignolet de Montéclair, Michel († 1737), französischer Komponist
- Pignoli, Ângelo (* 1946), italienischer Geistlicher, römisch-katholischer Bischof von Quixadá
- Pignoli, Emílio (* 1932), italienischer Geistlicher und römisch-katholischer Altbischof von Campo Limpo
- Pignon Descoteaux, René († 1728), französischer Flötist
- Pignon, Édouard (1905–1993), französischer Maler
- Pignon-Ernest, Ernest (* 1942), französischer Künstler
- Pignoni, Simone (1611–1698), italienischer Maler
- Pignot, Claude (1923–2014), französischer Filmarchitekt
- Pignotti, Ugo (1908–1989), italienischer Fechter

### Pigo
- Pigola, Dagmar (* 1946), deutsche Badmintonspielerin
- Pigola, Gerd (* 1943), deutscher Badmintonspieler
- Pigor, Cilli (* 1936), deutsche Mundartdichterin und Theaterautorin
- Pigor, Gertrud (* 1958), deutsche Theaterregisseurin und Theaterautorin
- Pigor, Thomas (* 1956), deutscher Kabarettist, Liedermacher, Buchautor und Komponist
- Pigorini, Aldo (1907–1937), italienischer Motorradrennfahrer
- Pigorini, Luigi (1842–1925), italienischer Paläoethnologe, Ethnograph, Archäologe und Senator
- Pigorsch, Paul (* 1991), deutscher Sportschütze
- Pigorsch, Uta, deutsche Volkswirtin
- Pigossi, Laura (* 1994), brasilianische Tennisspielerin
- Pigot, George, 1. Baron Pigot (1719–1777), britischer Politiker
- Pigot, Henry (1750–1840), britischer General
- Pigot, Robert, 2. Baronet (1720–1796), britischer Offizier während des Amerikanischen Unabhängigkeitskrieges
- Pigot, Spencer (* 1993), US-amerikanischer Automobilrennfahrer
- Pigott, Denis (* 1946), australischer Vielseitigkeitsreiter
- Pigott, Edward (1753–1825), britischer Astronom
- Pigott, James P. (1852–1919), US-amerikanischer Politiker
- Pigott, Stuart (* 1960), englischer Weinkritiker und Journalist
- Pigott, Tempe (1869–1962), britische Schauspielerin
- Pigott-Smith, Tim (1946–2017), britischer Schauspieler
- Pigou, Arthur Cecil (1877–1959), englischer ÖkonomArthur Cecil Pigou (1877–1959)
- Pigouchet, Philippe, Buchdrucker

Arthur Cecil Pigou (1877–1959)

- Pigozzi, Henri Théodore (1898–1964), französisch-italienischer Automobil-Unternehmer und Begründer des französischen Automobilunternehmens Simca
- Pigozzi, Luciano (1927–2008), italienischer Schauspieler

### Pigr
- Pigram, Courtney (* 1985), US-amerikanischer Basketballspieler

### Pigu
- Piguenit, William (1836–1914), australischer Landschaftsmaler
- Piguet, Carole (1962–2023), Schweizer Schauspielerin
- Piguet, Charles (1859–1918), Schweizer Erzieher
- Piguet, Gabriel (1887–1952), französischer Geistlicher, römisch-katholischer Bischof von Clermont, NS-Gegner
- Piguet, Janine, Schweizer Schauspielerin, Filmregisseurin und Botanikerin
- Piguet, Julien (* 1983), französischer Unternehmer und Autorennfahrer
- Piguet, Robert (1898–1953), Schweizer Modeschöpfer und Parfümeur
- Piguet, Théodore († 1889), Schweizer Jurist und Politiker
- Pigulewskaja, Nina Wiktorowna (1894–1970), russisch-sowjetische Orientalistin, Byzantinistin und Hochschullehrerin
- Pigulla, August (1923–2016), deutscher Glasdesigner
- Pigulla, Franziska (1964–2019), deutsche Schauspielerin, Nachrichtensprecherin und Synchronsprecherin
- Pigulla, Mirka (* 1985), deutsche SchauspielerinMirka Pigulla (* 1985)

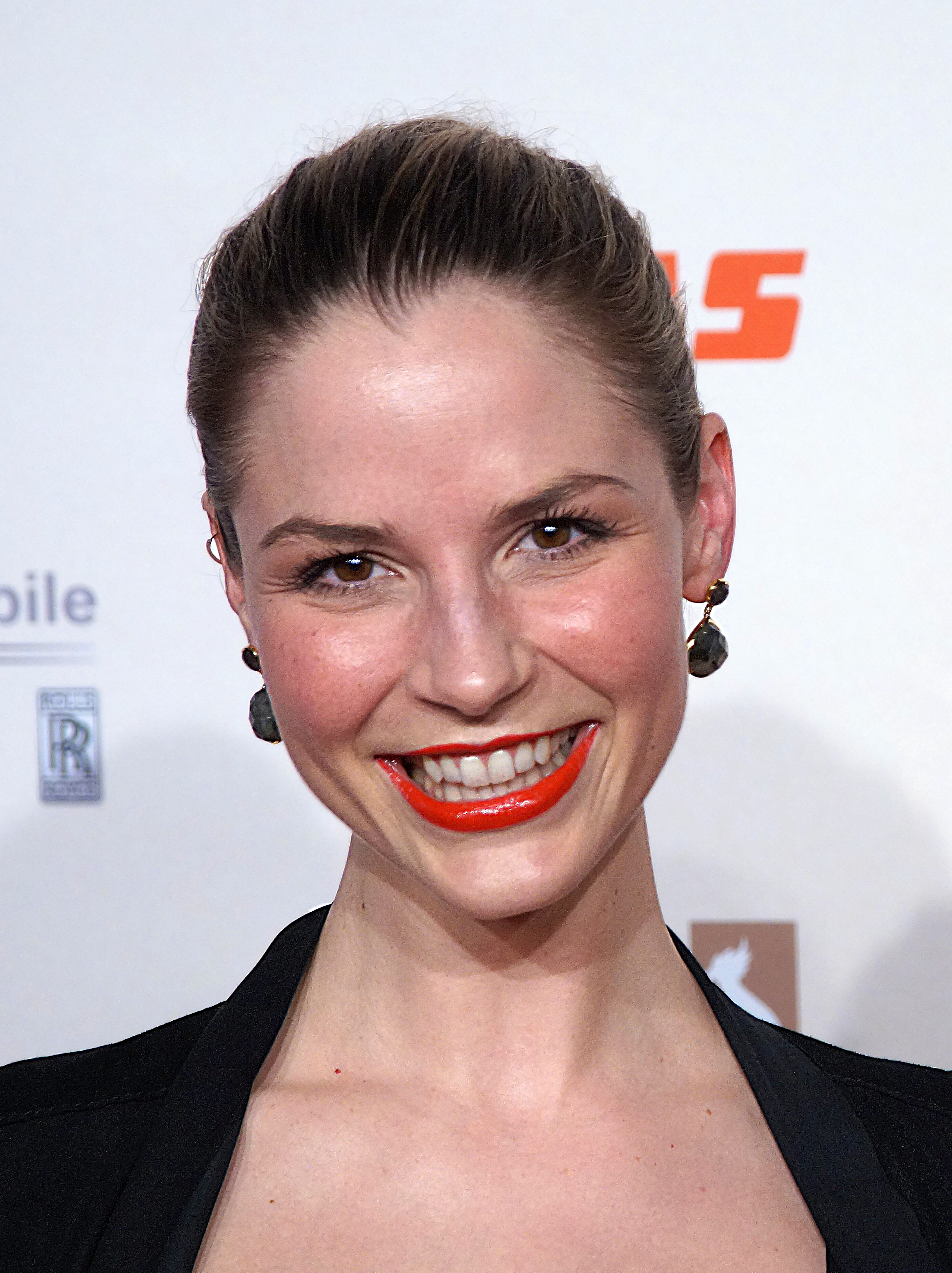
Mirka Pigulla (* 1985)

- Pigulla, Rainer (1928–2013), deutscher Schauspieler und Synchronsprecher